# Irene López de Castro

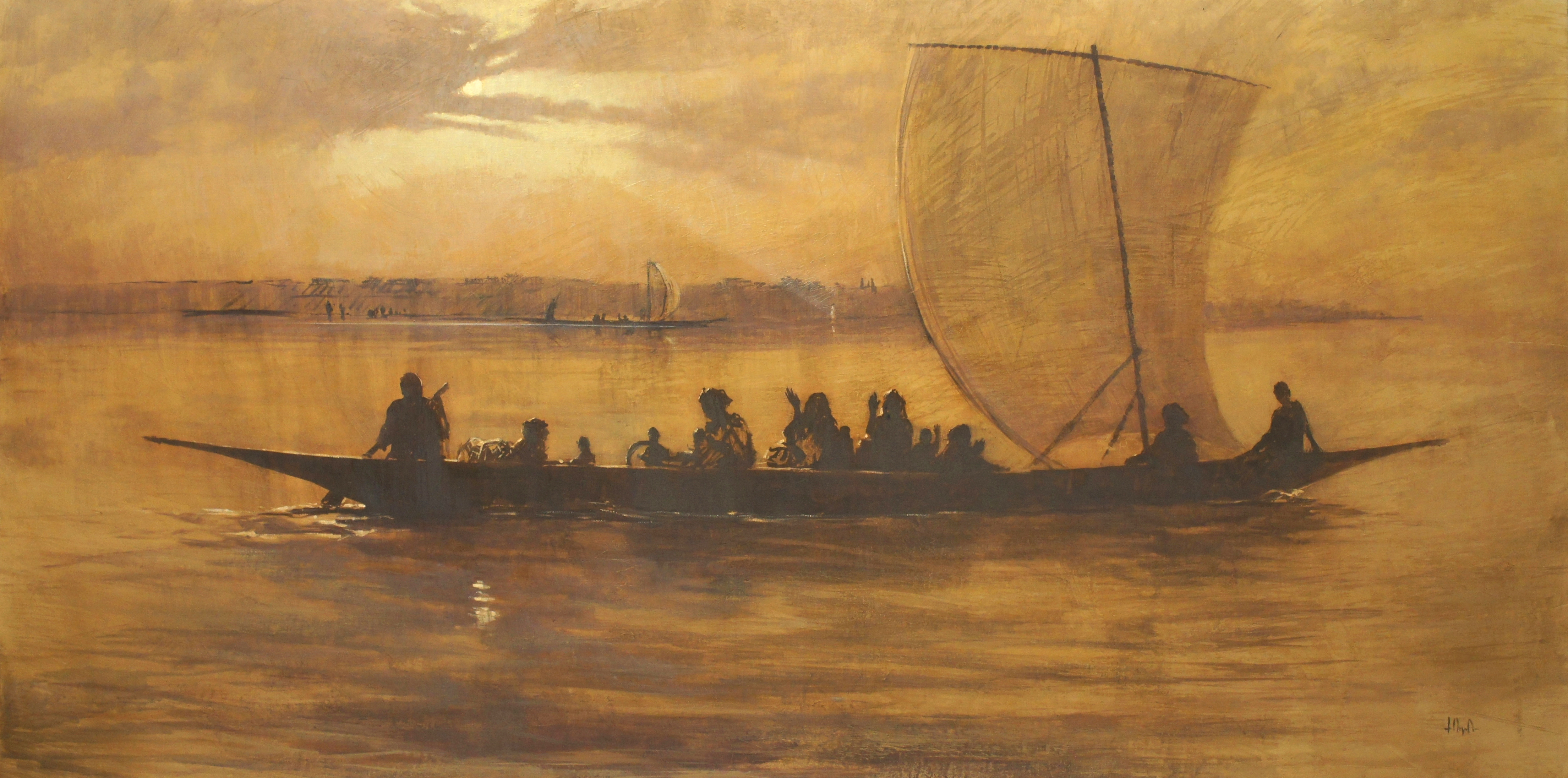
Salam Mali. Técnica mixta, bogolán y óleo, 97 x 195 cm (2019)

Irene López de Castro (Madrid, 1967) es una pintora española de proyección internacional. Su universo creativo se ha centrado en Mali y más concretamente en el entorno del río Níger. Cursó su formación académica en la Facultad de Bellas Artes de San Fernando, Universidad Complutense de Madrid, donde se licenció en Pintura en 1991.   

## Biografía y obra
Desde su juventud se ha sentido atraída por Mali y por la vida que transcurre en paralelo con el río Níger. Su primer viaje a Mali data de 1989. Desde entonces, sus pinturas han reflejado esa vida, un trabajo que se asemejaría al cinematográfico, describiendo una realidad a punto de disolverse. Una pintura que parece trascender desde la obra plástica a la poética.

Una búsqueda espiritual que produce una sensación maravillosa y sorprendente: los paisajes y lugares parecen espejismos, siempre a punto de disolverse, pero absolutamente presentes en la escena y capaces de provocar una sensación de absoluta participación y adhesión.
Riccardo Ferrucci (2018)

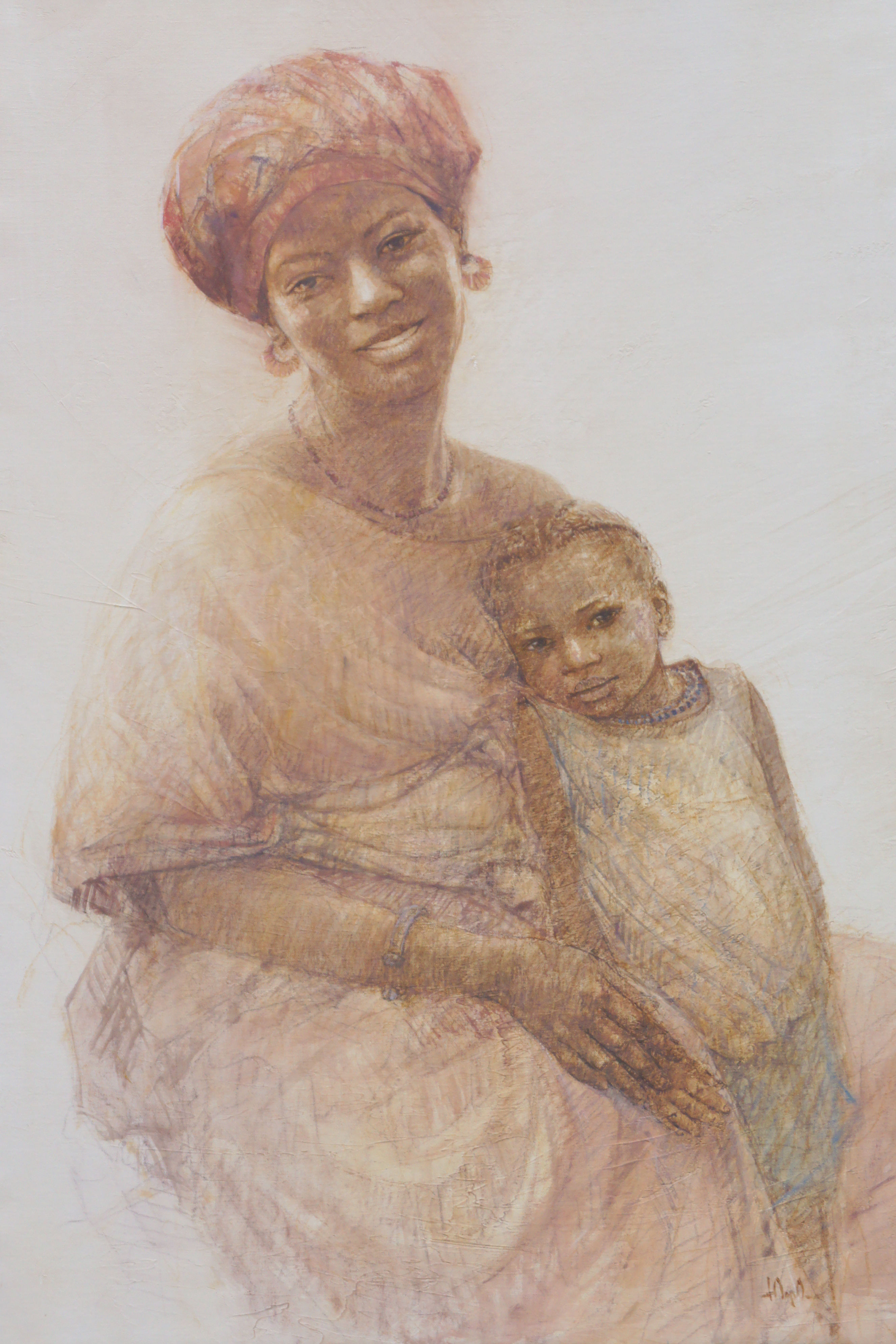
Amma. Técnica mixta sobre lienzo. 100 x 65 cm (2020)

Su pintura, un evolucionado expresionismo, «un lenguaje pictórico donde la delgadez de la línea que separa lo figurativo de lo abstracto adquiere rasgos de extrema sutileza», con una «desenvuelta paleta cromática», es capaz de describir su empatía por los parajes y las gentes que muestra en sus obras.

Cuando viajo, me gusta perderme antes de reencontrar mi camino; amo el azar de los encuentros y de las sorpresas, amo ver lo que ningún guía aconseja a los viajeros, encontrarme a la tierra desnuda, a los olores y a los colores de cualquier geografía. Y en la pintura de Irene amo precisamente eso, perderme en los colores de mi tierra, sin ningún guía que me coja de la mano para mostrarme el sentido oculto de las cosas. Me gusta ver el río que ha bañado toda mi infancia…

Ismael Diadié Haïdara.

Centrando su pintura en las gentes que habitan las riberas del Níger, muestra a la mujer y el papel que juega en esas sociedades. Sus retratos, principalmente femeninos, sirven también para revelarnos su técnica. Incorpora a sus técnicas el bogolán y la utilización de tablillas coránicas (tablillas de nueva manufactura), papiros y piedras como soporte para sus pinturas.  
Una de sus influencias, como ella misma ha expresado, se encuentra en «los cuadernos de viajes de África de los pintores del siglo XIX». A juicio de Riccardo Ferrucci «El miedo a la pérdida brilla a través de los lienzos de la artista española, que describe la eternidad y la belleza, pero solo por un momento, fugazmente».

Tememos no tener tiempo para ver todo en vivo, para evitar que desaparezca. Todavía existen en Mali, en Yemen, dentro de Libia, en las regiones remotas de la India y en el Líbano sitios así, pero el riesgo de que cuando López de Castro vaya o regrese de allí, solo traiga manchas grises sin nadie dentro...
Maurizio Sciaccaluga

Irene López de Castro ha participado en el movimiento sociocultural surgido en Mali centrado en la técnica ancestral del bogolán, basado en la utilización de tierras (barro) en la tintura de tejidos conteniendo símbolos del lenguaje secreto femenino, el bogolanfini, con Kandioura Coulibaly fundador de Groupe Bogolan Kasobané como su principal revitalizador.
El grupo Bogolan Kasobane, integrado por  Kandioura Coulibaly, Souleymane Goro, Baba Fallo Keita, Néné Thiam, Kletigui Dembelé, y Boubacar Doumbia, surge en 1978 en el ámbito del Instituto Nacional de Arte de Bamako de Mali con el fin de rescatar el bogolanfini, "al borde de su desaparición", se unieron para «investigar, revalorizar y promover la técnica de pintura a la tierra usada por las mujeres de las aldeas en sus telas artesanales», haciéndolo evolucinar hasta convertirlo en una expresión plástica del arte contemporáneo.
En su labor como curadora de arte, comisarió la primera exposición en España del grupo Bogolan Kasobané, en el Museo de arte africano Arellano Alonso de Valladolid. Así como, en 2018, una más amplia exposición del grupo en "Casa de Vacas" de El Retiro, Madrid.
Sus pinturas han sido expuestas en España, Italia, Francia, Corea del Sur. 
En estos últimos años (2017-2023) ha presentado su obra en exposiciones individuales, en 2017, en  el  Museo Nacional de Mali, organizada por la Embajada de España en Mali, Au coeur du Mali. En 2018, en la Galería  San Lorenzo en  Florencia Il cuore del Mali. En octubre de ese mismo año, en el Centro Cultural Casa de Vacas de El Retiro, Madrid: El río de la vida. En 2019, en el Museo de Bellas Artes de Córdoba Mujeres de Tombuctú.
En 2020, en Barcelona, en el Real Círculo Artístico de Barcelona Les guardianes de Tombuctú, con las mujeres del Sahel como sus protagonistas, una exposición especialmente dedicada a las mujeres de Mali, aquellas que, según sus propias palabras, la han inspirando durante 30 años, «estas mujeres iluminan el día de hoy y van a iluminar este espacio».
En 2021, organizada en el marco de la Presidencia Española de la Asamblea General de la Alianza Sahel, expone en Casa Árabe en Madrid Mujeres del Sahel. Paralelamente, se presenta en Casa África de Gran Canaria La herencia del bogolanfini. El legado de la mujer de Mali, Comisariada por ella.
En 2023 expone en Roma, en la sala Dalí Piazza Navona, Donne del Sahel, exposición presentada por el Instituto Cervantes y el Ministerio de Cultura de Mali, con la colaboración de la embajada de Mali en Italia.
En febrero de 2024 fue elegida finalista del 59 Premio Reina Sofia de Pintura y Escultura organizado por la Asociación Española de Pintores y Escultores.

## Resumen de exposiciones

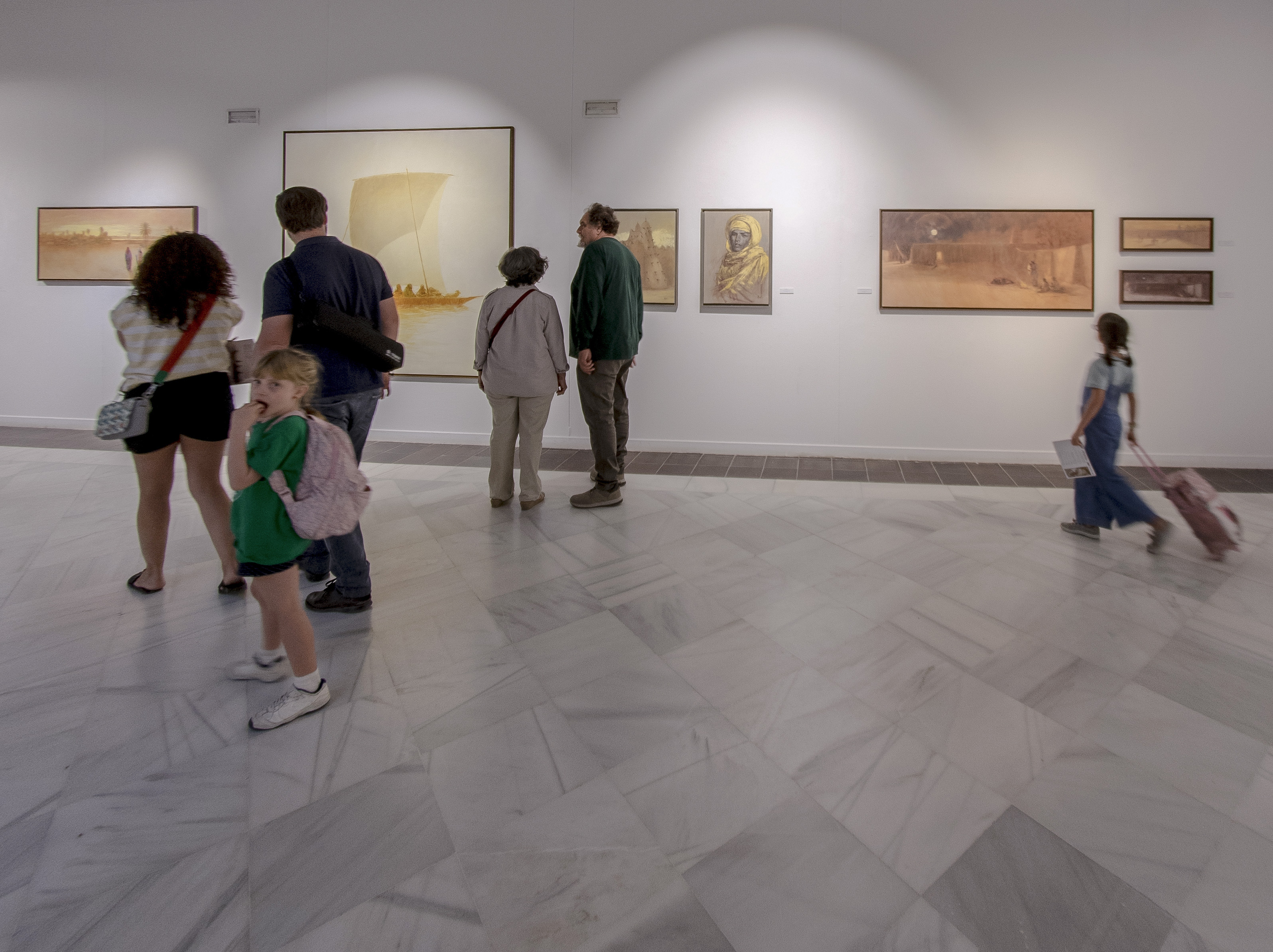
Exposición de Irene López de Castro en Casa de Vacas 2019

De sus más de 30 exposiciones individuales realizadas hasta la fecha (2023), estas son un resumen:
- 2001 Il ánima di Malí, Societé Belli Arti, Piaza Dante, Verona, Italia.
- 2003 Il fiume della vita , Schola dei Tiraoro e Battioro, S. Lorenzo,  Venecia, Italia.  Catálogo

- 2006 Tombuctú, Gallería S. Lorenzo, Milán,  Italia.  Catálogo

- 2009 Mother África, Bandi Gallery, Seoul,  Corea del Sur. Patr Ministerio Cultura España.  Catálogo

- 2011 L'or du Malí, Sibman Gallery, Place des Vosges, París, Francia. Catálogo

- 2015 Del Níger al Ganges, Casa de Vacas. Retiro. Ayuntamiento de Madrid. Catálogo

- 2017 Au coeur du Mali, Musée national du Mali, Bamako  ,  2018  Il cuore del Mali , Firenze, Gallería San Lorenzo, Italia.Catálogo

- 2019 El río de la vida Recuerdos del río Níger CASA DE VACAS RETIRO MADRID

- 2020 Les guardianes de Tombuctú, organizada por Gram Wilhelm. Reial Cercle Artistic de Barcelona.

- 2021 Mujeres del Sahel, Casa Árabe, Madrid.

- 2023 Donne del Sahel, Sala Dalí Pîazza Navona. Presentada por el Instituto Cervantes, la embajada de Mali y la colaboración de la embajada de Mali en Italia.

## Publicaciones
- 2022: Memorias del río Níger Colección Viajar & pintar ISBN  978-84-09-37244-7[19]